# Zmarli w roku 1834
Lista osób zmarłych w 1834:

## maj 1834
- 13 maja – Andrzej Hubert Fournet, francuski ksiądz, święty katolicki[1]
- 17 maja – Piotr Liu Wenyuan, chiński męczennik, święty katolicki[2]
- 20 maja – Marie Joseph de La Fayette, francuski wojskowy i polityk, uczestnik wojny o niepodległość Stanów Zjednoczonych[3]

## lipiec 1834
- 25 lipca – Samuel Taylor Coleridge, angielski poeta[4]

## sierpień 1834
- 17 sierpnia – Leopoldyna Naudet, założycielka Sióstr od Świętej Rodziny, błogosławiona katolicka[5]
- 31 sierpnia – Karl Ludwig Harding, niemiecki astronom[6]

## wrzesień  1834
- 24 września – Piotr I, cesarz Brazylii i król Portugalii (Piotr IV)[7]

## grudzień 1834
- 20 grudnia – Maurycy Mochnacki, polski działacz i publicysta polityczny, uczestnik powstania listopadowego[8]
- 23 grudnia – Thomas Malthus, angielski ekonomista, duchowny anglikański[9]